# Daniele Pollini
Daniele Pollini (nacido en Milán, en 1978) es un pianista y director concertador de música clásica, italiano, hijo de dos reconocidos y talentosos pianistas: Maurizio Pollini y de Maria Elisabetta.

## Datos biográficos
Estudió piano en Italia bajo la dirección del maestro Franco Scala. Hizo su debut como pianista el año de 1997 en el Festival de Ópera Rossini de Pésaro, en Italia, iniciando una carrera exitosa tanto desde el punto de vista de la crítica como de la respuesta del público. Al cabo de más de veinte años ha consolidado su desempeño musical en el teclado participando en numerosos concursos y festivales internacionales entre los que destacan el Festival pianístico del Ruhr y el Festival de Salzburgo. También ha participado en conciertos en París y en Nueva York.
En 2014 debutó como director concertador de orquesta sinfónica. En tal función ha dirigido orquestas en España, Italia y Francia. Ha tenido actuaciones memorables dirigiendo a su padre al piano interpretando a Beethoven.

## Discografía
- Debussy*, Maurizio Pollini con Daniele Pollini - Preludios II • En Blanc Et Noire (15xFile, FLAC, Álbum, 24-) Deutsche Grammophon
- Daniele Pollini - Chopin*, Scriabin*, Stockhausen* - Chopin Études Op. 10 / Scriabin Late Works Opp. 70-74 / Stockhausen Klavierstück IX (CD, Álbum) Deutsche Grammophon